# Fantasio (Smyth)

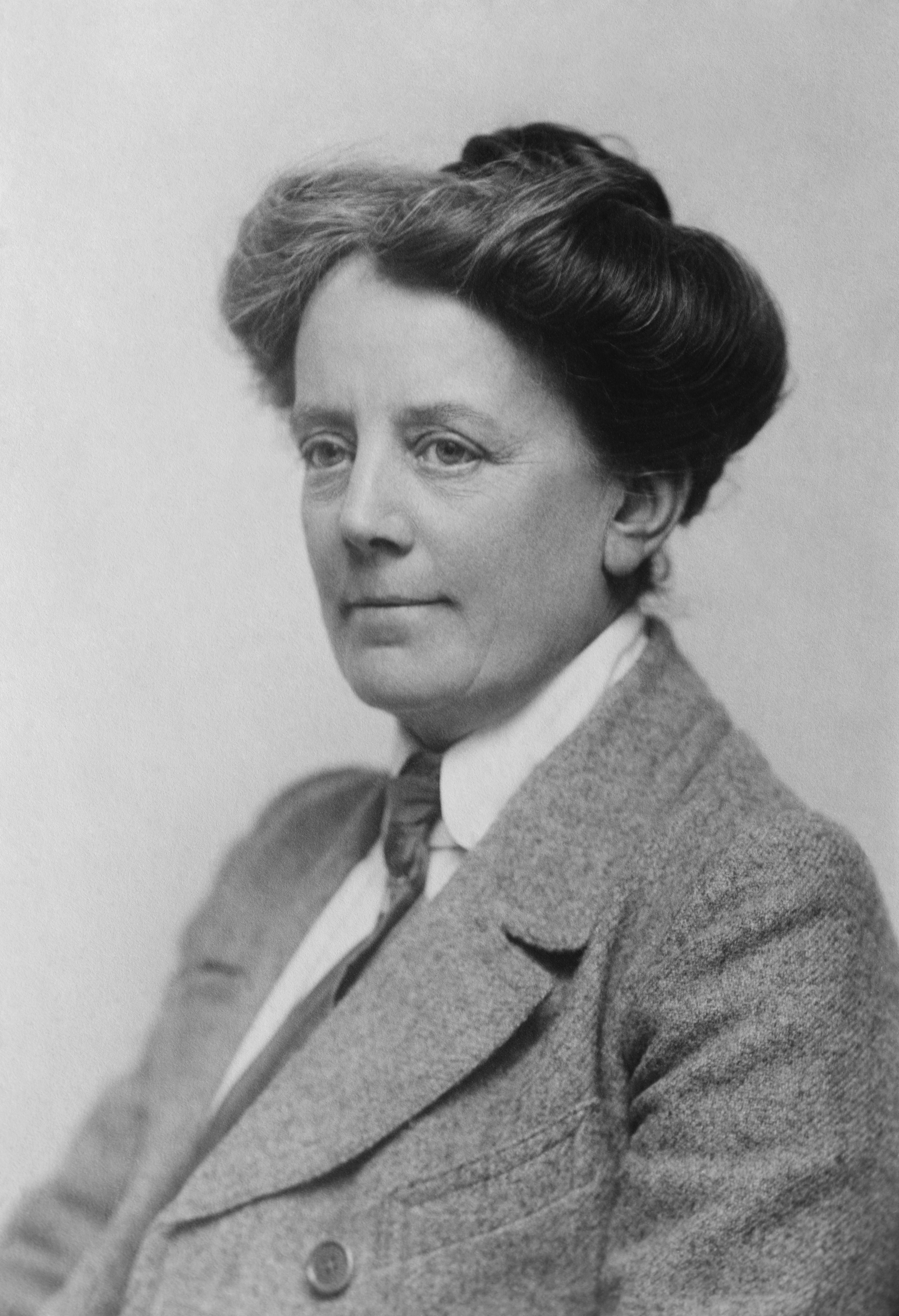
Ethel Smyth

Fantasio är en opera i två akter med musik av Ethel Smyth. Det tyska librettos skrevs av Smyth och Henry Bennet Brewster. Beskriven i librettot som en phantastische Comödie (fantastisk komedi), så bygger operan på Alfred de Mussets  pjäs med samma namn från 1834. Den hade premiär på Deutsches Nationaltheater i Weimar den 24 maj 1898.

## Historia
Smyth började komponera operor efter uppmuntran från dirigenten Hermann Levi, som hyllade hennes fallenhet för dramatisk komposition efter att ha visat honom hennes Mässa i D-Dur i München. Idén med att bearbeta Alfred de Mussets pjäs kom från hennes vän kejsarinnan Eugénie av Frankrike.
Med början 1894 företog sig Smyth åtskilliga resor runtomkring Europa i hopp om att få till en premiär av Fantasio. Efter att ha blivit refuserad gång på gång visade slutligen dirigenten Felix Mottl i Karlsruhe intresse. Den sattes slutligen upp i Weimar tack vare Mottl, som kontaktade Weimardirigenten Bernhard Stavenhagen, och Karl Alexander av Sachsen-Weimar-Eisenach samt baronessan Olga Meyendorff. Recensionerna var emellertid negativa. 1901 dirigerade Mottl operan i Karlsruhe men därefter sattes operan inte mer upp. Smyth medgav senare att librettot var svagt och passade inte med den stormiga musiken men ansåg att upplevelsen hade varit värdefull för hennes kommande operakarriär.